# Nebuloasa Dumbbell
Nebuloasa Dumbbell este un obiect ceresc consemnat în Catalogul Messier, întocmit de astronomul francez Charles Messier.
Numele îi provine de la expresia engleză dumb bells pronunțată /'dʌm belz/, v. AFI, care înseamnă „sportul cu haltere”, deoarece forma nebuloasei seamănă cu o halteră (ganteră).
Nebuloasa Dumbbell este o nebuloasă planetară, asemănătoare cu cea pe care o va produce Soarele atunci când fuziunea nucleară din miezul său se va opri.